# Roffe Ruff
Roffe Ruff är en hiphop-/reggaeartist från Majorna i Göteborg. Roffes egentliga identitet har inte kunnat fastställas då han på bilder alltid bär en ansiktsmask i form av en dödskalle.

## Biografi
Roffe Ruff har släppt tre fullängdsalbum, en EP och ett flertal andra låtar. Debutalbumet Ormar i gräset släpptes sommaren 2009 och EP:n PanterParken EP, ett samarbete mellan Roffe Ruff och rapparen/producenten Hofmästarn, släpptes i mars 2010. Våren 2011 släppte Roffe Ruff det andra albumet Barrabas för fri nedladdning via skivbolaget Stiladig. Roffe Ruff har även samarbetat med bland andra reggaeartisten Kapten Röd och rapparen Organism 12. Musiken släpps gratis via skivbolaget Stiladig.
Texterna, vilka ofta är samhällskritiska, beskriver vardagen i västra Göteborg med fylla, polisövergrepp, depression och klasstillhörighet. Speciellt kritisk är Roffe mot polisen vilken han menar provocerar och begår övergrepp. Många låtar handlar även om vänners svek, om personliga tragedier och om pressen från samhället.
Vem som döljer sig bakom masken är höljt i dunkel. Anledningen till att förbli anonym menar Roffe är att om "man tar bort ansiktet verkar folk koncentrera sig mer på musiken".
Roffes karriär började med låten "Mörda dom" som var med på skivan Reggaepropaganda vol 2. På skivans baksida anges artistens namn till "Roffe the Ruffler" efter ett missförstånd mellan Roffe och Mr Gillis som gav ut skivan. Detta ledde till att Roffe Ruff släppte låten "Solen försvann" tillsammans med artisten Tommy Tip i vilken han beklagar sig över misstaget och de uteblivna inkomster från Svenska Tonsättares Internationella Musikbyrå som låten genererat.
Med skivan Barrabas tog Roffe Ruff farväl av sin publik 2011. Albumets budskap var tydligt: han var trött på uppmärksamheten och omvärldens förväntningar. I skivans sista spår, "Farväl", skymtar självmordstankar fram. Comebacken Och han älskade dem alla släpptes i juli 2016 med "Bruna Kuvert" som första singel. Albumet gästas av prominenta profiler från Göteborgs musikscen, som Kapten Röd och PSTQ.
I april 2018 släppte Stina Velocette singeln "Tyckte jag såg dig", tillsammans med Roffe Ruff, och 2019 släpptes singeln Gaubi med Roffe Ruff.
2020 släppte Roffe Ruff EP:n Lord Gothatron lll med låtarna Lurad (intro), Rob Pilatus, Dryg, Tät, Kollektivt (skit) och Läderhud. Rob Pilatus släpptes även som en singel samma år.

## Diskografi

### Diskografi
Studioalbum
- 2009: Ormar i gräset
- 2011: Barrabas
- 2016: Och han älskade dem alla
- 2023: Panterparken 2 (med Hofmästarn)

EPs
- 2010: PanterParken EP (med Hofmästarn)
- 2012: Du Har Ingen Aning (med Daltone)
- 2020: Lord Gothatron III
- 2024: Såsom Ovan

Annat
- 2013: Bootlegs (samlingsalbum av bl.a. tidigare verk)